# ケイブパール

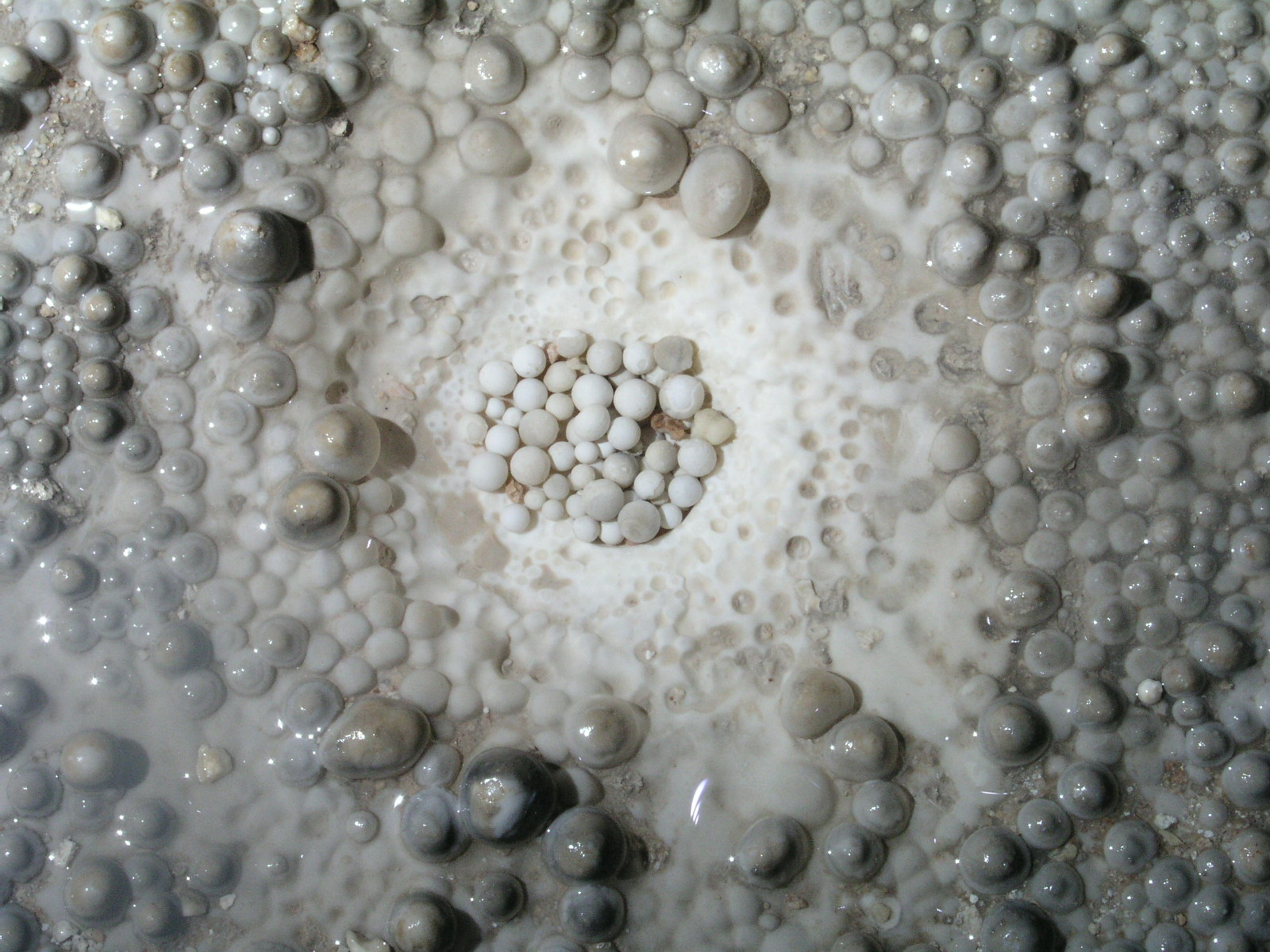
ケイブパールの集合。ニューメキシコ州カールズバッド洞窟群国立公園。

ケイブパール（cave pearl）もしくは洞窟真珠（どうくつしんじゅ）とは、鍾乳洞の中でカルシウム炭酸塩が沈着して生成する洞窟生成物の一種である。様々な形状のものがあるが、いずれも細かな層が同心円状に重なってできている。最大のものでは直径 15cm もの球体が発見された例があるが、大抵は直径 1cm 以下である。単独で見つかる場合と、密集して存在している場合とがある。

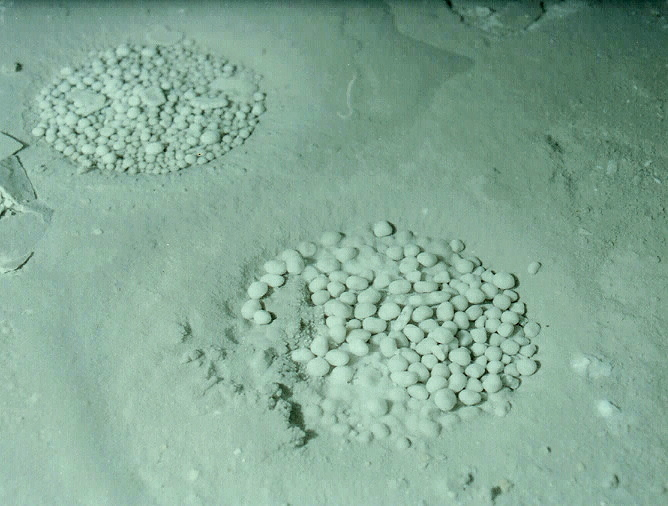
ケイブパールの”巣”　福岡県北九州市の遺棄された鉱山坑道の水たまりで

ケイブパールは砂粒などを核とし、周囲に方解石の結晶が幾層にも薄層を成して成長している。これは貝の内部でつくられる真珠の構造とよく似ている。
一般にケイブパールは水流によって粒が回転し、均等に沈着が起こることで成長すると言われる。これにより、球形をはじめ円柱や様々な形状のケイブパールが形成される。中にはブドウの房のように複数個が融合したケイブパールができる場合もある。さらに水流の撹乱により水底で転がることで、ケイブパールは自然に研磨されて光沢を得るとも言われる。また絶えず動き続けることにより、底に付着してしまうことも避けられる。しかし光沢を有したケイブパールの断面を顕微鏡で観察しても、同心円状の細かな成長縞に研磨（磨耗）の痕跡はみられないことが多い。ケイブパールの生成には微生物が関与しているという意見もある。
ケイブパールは乾燥すると劣化することもある。また、ケイブパールは魚卵石（oolite：ウーライト）とは異なるものであると見なされている。しかし魚卵石サイズのものが普通サイズのものと共存することもある。
ケイブパールに類似のものとして、形状が立方体に近いケイブキューブ（cave cube）と呼ばれるタイプのものも報告されている。立方体の成因については様々な説があるが、未だ明らかでない。日本では岩手県岩泉町の氷渡洞から世界で8例目のケイブキューブが発見されている。